# 秋田県立横手清陵学院中学校・高等学校
秋田県立横手清陵学院中学校・高等学校（あきたけんりつ よこてせいりょうがくいんちゅうがっこう・こうとうがっこう）は、秋田県横手市大沢にある県立中高一貫校。通称「清陵（せいりょう）」。

## 概要
横手清陵学院中学校・高等学校は、1943年に開校した秋田県立横手工業高等学校を前身とする学校で、2004年にそれを引き継ぐ形で開校した。横手工業高等学校は横手駅に近接する中心市街地に立地していたが、敷地狭隘などの理由から郊外へと移転した上で横手清陵学院中学校・高等学校が設置された。総事業費は63億円、敷地面積は約84,000m2。
工業高等学校では日本で唯一、中高一貫教育を行う学校であり、県立の中高一貫校としては県内で初めて開校した（当時開校済みであった御所野学院中学校・高等学校は市立）。
2010年4月から2015年までの5年間は文部科学省からスーパーサイエンスハイスクール（SSH）に指定されていた。

## 設置学科
- 普通科
  - 国際人文コース
  - サイエンスコース
- 総合技術科
  - システム工学類
  - 情報工学類
  - 環境工学類

普通科は、2年生から「国際人文コース（文系）」「サイエンスコース（理系）」の2つのコースへ、総合技術科は、2年生から「システム工学類」「情報工学類」「環境工学類」の3つの類型にわかれ専門的な内容を学んでいく。